# Prazins (Santa Eufémia)
Prazins (Santa Eufémia) (oficialmente; também usado Santa Eufémia de Prazins) é uma freguesia portuguesa do município de Guimarães, com 2,23 km² de área e 1 267 habitantes (censo de 2021). A sua densidade populacional é 568,2 hab./km².

## Demografia
A população registada nos censos foi:
| Distribuição da População por Grupos Etários | Distribuição da População por Grupos Etários | Distribuição da População por Grupos Etários | Distribuição da População por Grupos Etários | Distribuição da População por Grupos Etários |
| -------------------------------------------- | -------------------------------------------- | -------------------------------------------- | -------------------------------------------- | -------------------------------------------- |
| Ano                                          | 0-14 Anos                                    | 15-24 Anos                                   | 25-64 Anos                                   | > 65 Anos                                    |
| 2001                                         | 306                                          | 211                                          | 643                                          | 114                                          |
| 2011                                         | 209                                          | 193                                          | 694                                          | 125                                          |
| 2021                                         | 175                                          | 165                                          | 751                                          | 176                                          |

## Junta de Freguesia
- Telefone: 253 578 408
- Horário de atendimento
- 4ª feira 21:30 / 23:00
- sábado   14:30 / 16:30